# Społeczna Akademia Nauk w Łodzi
Społeczna Akademia Nauk w Łodzi (skrót SAN, dawniej Społeczna Wyższa Szkoła Przedsiębiorczości i Zarządzania) – uczelnia niepubliczna, funkcjonująca na podstawie decyzji Ministra Edukacji Narodowej z dnia 19 grudnia 1994 r. Nr DNS 3-0145/TBM/362/94 (wraz z późniejszymi zmianami).
Organem założycielskim uczelni jest Stowarzyszenie Oświatowców Polskich. Oba podmioty są też ze sobą powiązane personalnie: rektorem szkoły jest prezes stowarzyszenia, dr hab. Roman Patora. Uczelnia ma charakter szkoły społecznej i działa na zasadzie instytucji non-profit.

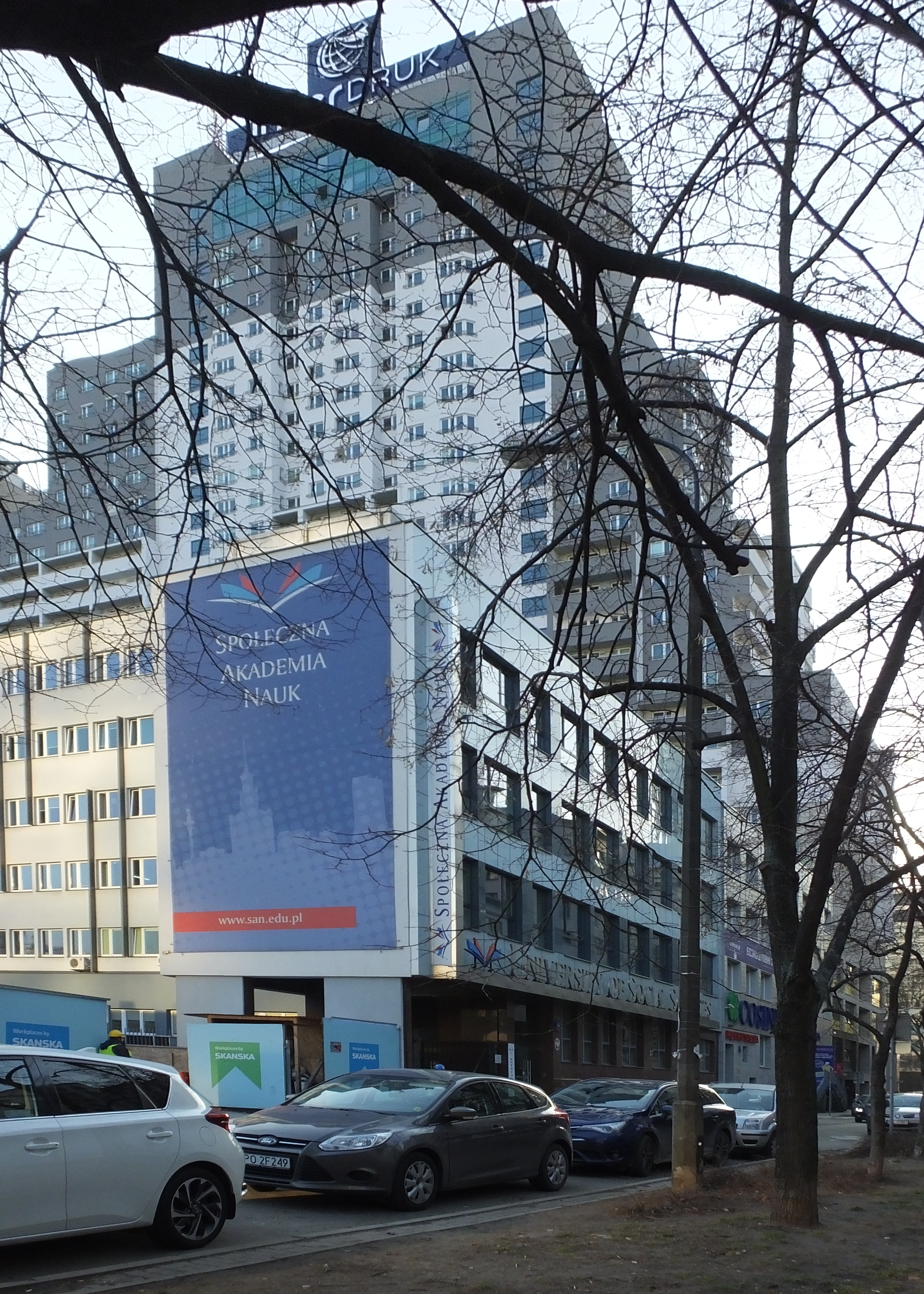
Warszawski oddział Społecznej Akademii Nauk w Łodzi i apartamentowiec Łucka City

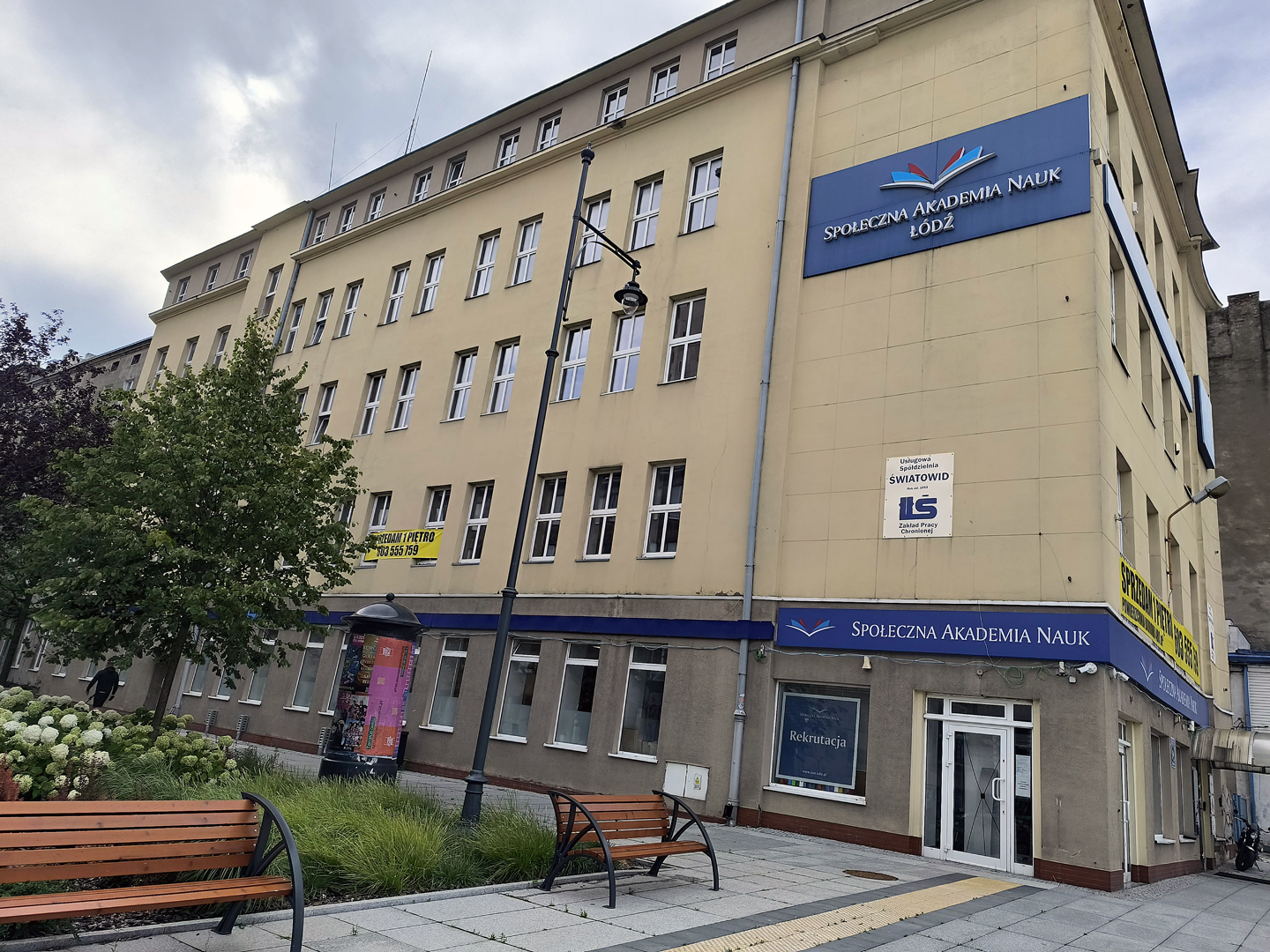
Społeczna Akademia Nauk przy ul. Sienkiewicza 9 w Łodzi

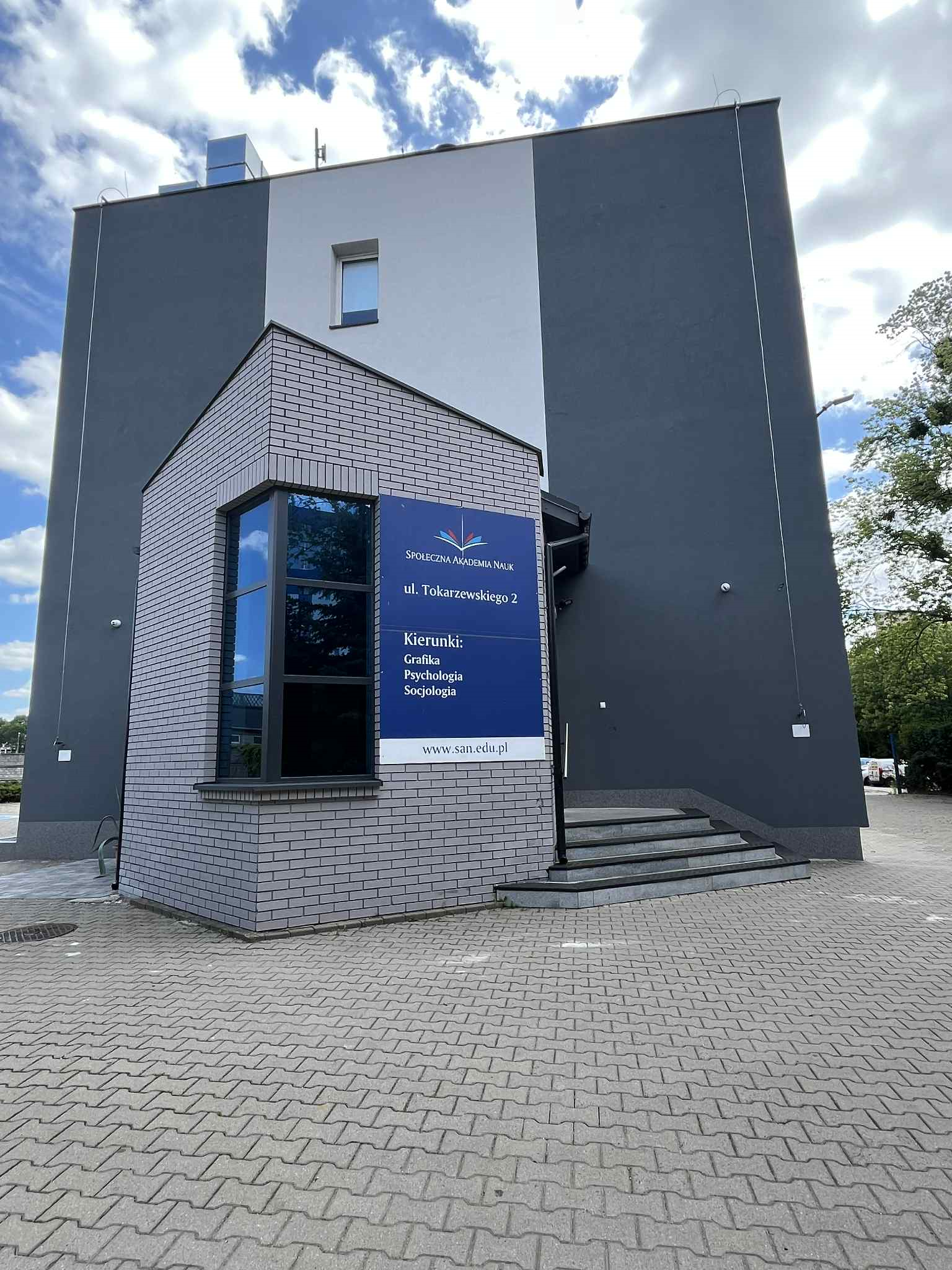
Społeczna Akademia Nauk przy ul. Tokarzewskiego 2 w Łodzi

W 2000 roku Społeczna Wyższa Szkoła Przedsiębiorczości i Zarządzania, jako pierwsza uczelnia niepubliczna w Łodzi, otrzymała pełne uprawnienia magisterskie, a od 2006 także uprawnienia do nadawania tytułu doktora nauk ekonomicznych. W 2004 szkoła uzyskała pozytywną ocenę Państwowej Komisji Akredytacyjnej na wizytowanych kierunkach i została uhonorowana Medalem Europejskim (odznaczenie przyznane ponownie w 2006). W 2007 roku uczelnia otrzymała tytuł Lidera Polskiego Biznesu Business Centre Club. Do szkoły należy łącznie około 20 budynków o różnym przeznaczeniu, o łącznej powierzchni ponad 35 tys. m.kw. Budynki zlokalizowane są w centrum Łodzi oraz w innych miastach, gdzie znajdują się filie SAN.

## Władze uczelni
- Rektor – dr hab. Roman Patora, prof. SAN
- Prorektor ds. organizacji, zarządzania i finansów – dr Zofia Patora-Wysocka, prof. SAN
- Prorektor ds. nauki – prof. dr hab. inż. Danuta Rutkowska
- Prorektor ds. rozwoju – dr Maciej Wysocki, prof. SAN
- Prorektor ds. międzynarodowych – dr Justyna Fijałkowska, prof. SAN
- Prorektor ds. Public Relations – dr hab. Grzegorz Ignatowski, prof. SAN
- Pełnomocnik Rektora ds. jakości kształcenia – dr inż. Zdzisław Szymański, prof. SAN
- Pełnomocnik Rektora ds. organizacji dydaktyki – dr Krzysztof Kandefer, prof. SAN

## Kształcenie

### Kierunki
Uczelnia daje możliwość podjęcia studiów pierwszego i drugiego stopnia oraz jednolitych magisterskich prowadzonych w trybie stacjonarnym i niestacjonarnym w siedzibie głównej, jak i ośrodkach SAN.

- Administracja[2]
- Bezpieczeństwo narodowe
- Dziennikarstwo i Komunikacja społeczna
- Filologia
- Finanse i Rachunkowość
- Fizjoterapia
- Grafika
- Informatyka
- Kierunek Lekarski
- Kosmetologia
- Logistyka
- Organizacja produkcji filmowej i telewizyjnej
- Pedagogika
- Pedagogika przedszkolna i wczesnoszkolna
- Prawo
- Psychologia
- Rachunkowość i zarządzanie finansami
- Stosunki międzynarodowe
- Sztuczna inteligencja w zastosowaniach
- Turystyka i Rekreacja
- Zarządzanie

### Studia doktorskie
Akademia należy do grona nielicznych uczelni mających uprawnienia do nadawania stopnia naukowego doktora. Uczelnia uzyskała uprawnienia do nadawania stopnia doktora nauk ekonomicznych (od 2006) i tym samym status uczelni akademickiej. SAN wypromował do 2015 roku ponad 30 doktorów nauk ekonomicznych, humanistycznych i technicznych w zakresie: nauk o zarządzaniu, językoznawstwa oraz informatyki.
Społeczna Akademia Nauk w Łodzi posiada uprawnienia do nadawania stopni naukowych:
- Doktor nauk społecznych w dyscyplinie nauki o zarządzaniu i jakości
- Doktor nauk humanistycznych: Językoznawstwo
- Doktor nauk technicznych: Informatyka

### Współpraca międzynarodowa
Społeczna Akademia Nauk prowadzi szeroko zakrojoną współpracę międzynarodową w oparciu o umowy bilateralne z uczelniami i ośrodkami naukowymi w Europie i na całym świecie, program Erasmus+ oraz inne programy unijne, organizację konferencji naukowych o charakterze międzynarodowym, a także jest członkiem w wielu międzynarodowych stowarzyszeniach i konsorcjach. Celem współpracy jest wspieranie działań mających na celu tworzenie jak najszerszej oferty kształcenia w wymiarze międzynarodowym, podnoszenie jakości kształcenia, rozwijanie mobilności pracowników i studentów oraz umożliwienie im zdobycia doświadczeń zawodowych o zasięgu międzynarodowym. 

### SAN ON-LINE – Studia przez internet
Doświadczenie zdobyte przez cały okres kształcenia on-line od 2007 roku przez Polską Akademię Otwartą oraz zmiany zachodzące w otoczeniu społeczno-gospodarczym przyczyniły się do powstania nowoczesnej jednostki SAN ON-LINE.
Nasze studia realizowane są przy użyciu nowoczesnych metod i technik kształcenia na odległość. Głównym narzędziem do realizacji zajęć jest Platforma Edukacyjna Blackboard Learn Ultra.  Jest to innowacyjna i zarazem efektywna forma nauczania idealna dla osób, które chcą rozwijać swoje zainteresowania, podnosić kwalifikacje i poszerzać wiedzę w dowolnym miejscu i czasie. Warunkiem korzystania z platformy jest dostęp do sieci internetowej. Skierowana jest  przede wszystkim do tych, którzy z różnych powodów nie mogą studiować w trybie stacjonarnym, bądź niestacjonarnym np. osób pracujących w weekendy i często podróżujących, mieszkających za granicą, pragnących studiować na dwóch kierunkach, matek wychowujących dzieci czy osób niepełnosprawnych.
Osoby studiujące wirtualnie są pełnoprawnymi studentami. Zdają egzaminy w jednostce głównej Uczelni w Łodzi, przygotowują i bronią prace dyplomowe, podobnie jak tradycyjni studenci posiadają legitymacje studenckie. Mają również prawo do zaświadczeń do PEFRON i ZUS, a także mogą ubiegać się o stypendia za wyniki w nauce, socjalne oraz zapomogi. Po zdaniu egzaminu dyplomowego studenci otrzymują dyplom ukończenia studiów niestacjonarnych w Społecznej Akademii Nauk na wybranym kierunku.  

## Filie Społecznej Akademii Nauk
Społeczna Akademia Nauk jest uczelnią o zasięgu ogólnopolskim. Główna siedziba uczelni znajduje się w Łodzi, ale uczelnia posiada kilka filii.
- Bełchatów
- Łódź
- Ostrów Wielkopolski
- Szczecinek
- Świdnica
- Warszawa
- Zduńska Wola

## Rankingi, wyróżnienia, nagrody
W rankingach i zestawieniach pozycja Społecznej Akademii Nauk uczelni przedstawia się następująco:
- Perspektywy (2019) 1. miejsce w województwie łódzkim wśród uczelni niepublicznych
- Perspektywy (2019) 1. miejsce w kategorii Umiędzynarodowienie w województwie łódzkim
- Perspektywy (2019) 5. miejsce w Polsce wśród niepublicznych uczelni akademickich
- Perspektywy (2018) – 1 miejsce w województwie łódzkim wśród uczelni niepublicznych
- Perspektywy (2018) – 5 miejsce w Polsce wśród niepublicznych uczelni akademickich
- Perspektywy (2018) – 1 miejsce w kategorii „Programy studiów w językach obcych” wśród uczelni niepublicznych z całej Polski
- Perspektywy (2018) – 4 miejsce w kategorii „Ekonomiczne losy absolwentów” wśród wszystkich uczelni z całej Polski
- Perspektywy (2017) – 5 miejsce w kategorii „Umiędzynarodowienie” wśród wszystkich uczelni z całej Polski
- Perspektywy (2017) – 1 miejsce w kategorii „Innowacyjność” wśród uczelni niepublicznych z całej Polski
- Perspektywy (2017) – 5 miejsce w Polsce wśród niepublicznych uczelni akademickich
- Perspektywy (2017) – 1 miejsce w województwie łódzkim wśród uczelni niepublicznych
- Business Centre Club (2017) – Diament do Złotej Statuetki Lidera Polskiego Biznesu 2017
- Fundacja Rozwoju Edukacji i Szkolnictwa Wyższego (2017) – Tytuł Uczelnia Liderów 2017
- Perspektywy (2016) – 1 miejsce w województwie łódzkim wśród szkół niepublicznych w kategorii „Preferencje pracodawców”
- Perspektywy (2016) – 1 miejsce w województwie łódzkim (Niepubliczne Uczelnie Magisterskie)
- Perspektywy (2016) – 8 miejsce w Polsce (Niepubliczne Uczelnie Magisterskie)
- Perspektywy (2016) – 1 miejsce w województwie łódzkim w kategorii „Umiędzynarodowienie” wśród wszystkich uczelni
- Home & Market (2016) – Tytuł Najlepszy Partner w Biznesie 2016
- Centralne Biuro Certyfikacji Krajowej (2016) – Uczelnia Wyższa Roku 2016
- Fundacja Rozwoju Edukacji i Szkolnictwa Wyższego (2016) – Tytuł Uczelnia Liderów 2016
- Perspektywy (2015) – 1 miejsce w województwie łódzkim (Niepubliczne Uczelnie Magisterskie)
- Perspektywy (2015) – 7 miejsce w Polsce (Niepubliczne Uczelnie Magisterskie)
- Home & Market (2015) – 6 miejsce w Polsce w rankingu Najciekawszych programów MBA
- Wprost (2015) – Ranking Szkół Wyższych – 10 niepublicznych szkół wyższych najbardziej cenionych przez pracodawców
- Wprost (2015) – Ranking MBA – 10 najpopularniejszych programów MBA w Polsce wg pracodawców
- Perspektywy/Dziennik Gazeta Prawna (2014) – Niepubliczne Uczelnie Magisterskie – woj. Łódzkie – 1 miejsce w województwie
- Perspektywy/Dziennik Gazeta Prawna (2014) – Niepubliczne Uczelnie Magisterskie – 7 miejsce w Polsce
- Home & Market (2014) – Ranking uczelni wyższych – 7 miejsce w Polsce
- Wprost (2014) – Ranking MBA – 12 miejsce w Polsce
- Perspektywy/Rzeczpospolita (2013) – Niepubliczne Uczelnie Magisterskie – woj. Łódzkie – 1 miejsce w województwie
- Perspektywy/Rzeczpospolita (2013) – Ranking niepublicznych uczelni magisterskich 2013 – 7 miejsce w Polsce
- Perspektywy/Rzeczpospolita (2013) – Ranking MBA – najlepsze programy w opinii absolwentów – 3 miejsce w Polsce
- Wprost (2013) – Ranking MBA – 12 miejsce w Polsce
- Perspektywy (2012) – awans na 4 miejsce w Rankingu niepublicznych uczelni magisterskich
- Wprost (2012) – 7 miejsce w Rankingu Szkół Wyższych 2012 (szkoły niepaństwowe)
- Wprost (2011) – 4 miejsce w rankingu uczelni niepublicznych.
- Rzeczpospolita i Perspektywy (2011) – SWSPiZ zajmuje 8 miejsce w Polsce wśród niepublicznych uczelni magisterskich.
- Wprost (2010) – II miejsce wśród biznesowych uczelni niepublicznych
- Home & Market (2010) – I miejsce w Łodzi i III miejsce w Polsce wśród biznesowych uczelni niepublicznych
- Perspektywy i Rzeczpospolita (2010) – IX miejsce w Polsce wśród wszystkich uczelni niepublicznych
- Perspektywy i Rzeczpospolita (2009) – I miejsce w Łodzi i III miejsce w Polsce wśród biznesowych uczelni niepublicznych
- Home & Market (2009) – I miejsce w Łodzi i III miejsce w Polsce wśród biznesowych uczelni niepublicznych
- Newsweek (2008) – pracodawcy przyznali SWSPiZ I miejsce wśród, łódzkich niepublicznych uczelni wyższych
- Rzeczpospolita i Perspektywy (2008) – SWSPiZ zajmuje 11 miejsce w Polsce wśród uczelni niepublicznych,
- Polityka (2007) – II miejsce w Polsce na kierunkach Zarządzanie i Informatyka i I miejsce w Łodzi,
- Wprost (2007) – I miejsce w Łodzi oraz V miejsce w Polsce wśród niepaństwowych wyższych szkół biznesowych,
- Home & Market (2007) – 1 miejsce w Łodzi oraz 1 miejsce wśród uczelni biznesowych w Polsce.